# Foetidia macrocarpa
Foetidia macrocarpa är en tvåhjärtbladig växtart som beskrevs av Jean Marie Bosser. Foetidia macrocarpa ingår i släktet Foetidia och familjen Lecythidaceae.

## Underarter
Arten delas in i följande underarter:
- F. m. ambilobensis
- F. m. macrocarpa